# 튀김옷

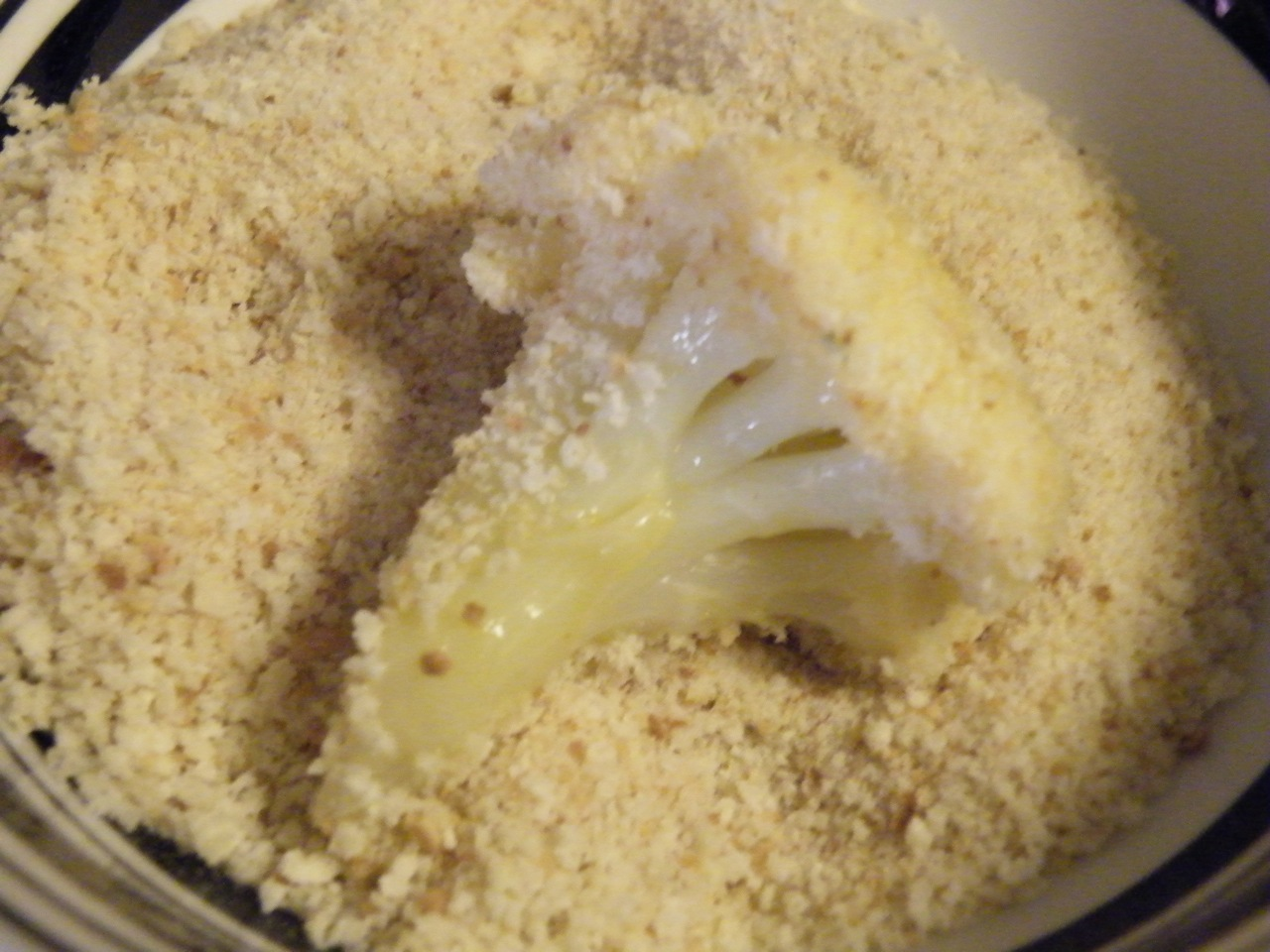
튀김옷을 입힌 콜리플라워

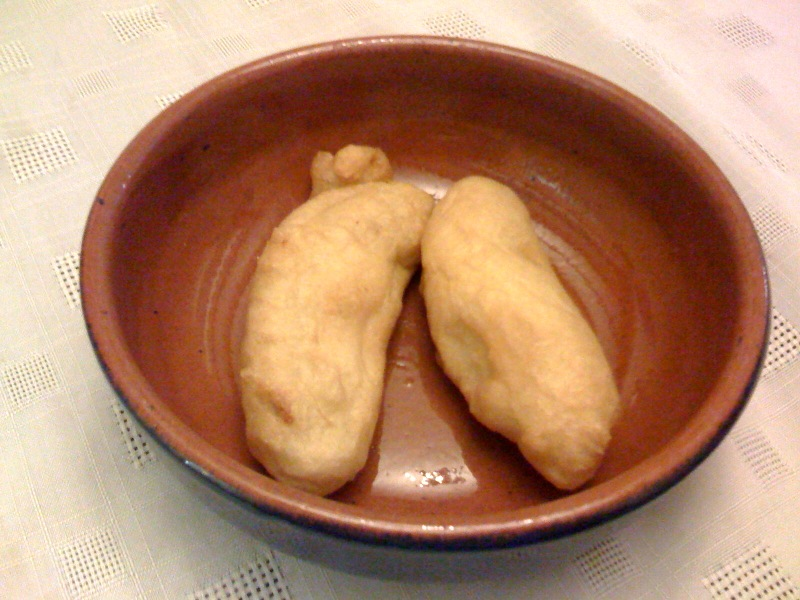
튀김옷을 입혀 튀긴 바나나

튀김옷은 튀김에 입히는 겉 부분이다. 녹말가루, 밀가루, 빵가루 등으로 만든다.

## 개요
튀김옷은 식재료 자체가 가지고 있는 수분이나 향, 맛 등의 손실을 방지하는 역할을 한다. 튀김옷을 입혀서 튀기면 가열 중에 튀김옷에서 수분이 증발하고 속재료는 거의 탈수되지 않으므로 속재료는 찐 것과 같은 상재가 되고 그대로 튀긴 것과 비교하면 부드럽고 중량 감소가 적게 발생한다.
곡물가루를 반죽없이 직접 입히기도 하나 통상 물, 맥주, 계란, 우유, 기타 첨가물을 넣은 후 반죽을 만들어 사용한다. 반죽은 만든 즉시 사용해야 글루텐 형성을 줄여주어 튀김이 바삭하게 된다.
맛있는 튀김옷은 바삭하나 지나치게 단단하지 않아야 한다. 그러기 위해서는 밀가루의 종류, 반죽하는 물, 반죽 방법 등에 주의해야 한다. 밀가루는 글루텐이 적은 박력분을 사용하며 전분을 첨가하기도 한다.
반죽하는 물에 계란과 소다를 첨가하기도 하는데, 계란 첨가는 튀김옷의 맛을 좋게 할뿐만 아니라 부드럽게 부풀리게 하고, 소다는 이산화탄소 발생과 함께 수분의 증발을 많게 하기 때문에 튀김옷을 바삭하게 만든다. 반죽을 만든 후에는 즉시 튀기는 것이 좋은데 반죽이 오래되면 글루텐이 형성되어 바삭한 맛이 떨어지기 때문이다. 반죽하는 물의 온도는 15도가 적당하다.
빵가루를 묻혀 튀길 때에는 빵가루의 수분이 적어지기 때문에 타기 쉽다. 그러므로 단시간 가열로 열이 전달되기 쉬운 어류를 튀기거나 이미 가열한 재료를 사용하는 크로게 등에 적합하다.

## 종류
- 밀라노식 튀김옷: 밀가루를 묻히고 달걀물에 담근 다음 빵가루와 강판에 간 경질 치즈 혼합한 것을 묻힌다.
- 빈식 튀김옷: 밀가루를 묻히고 달걀물에 담근 다음 빵가루를 묻힌다.
- 파리식 튀김옷: 밀가루를 묻히고 달걀물에 담근다.

## 같이 보기
- 빵가루
- 밀가루
- 튀김
- 달걀물
- 반죽물
- 소금옷